# Zapiekanka

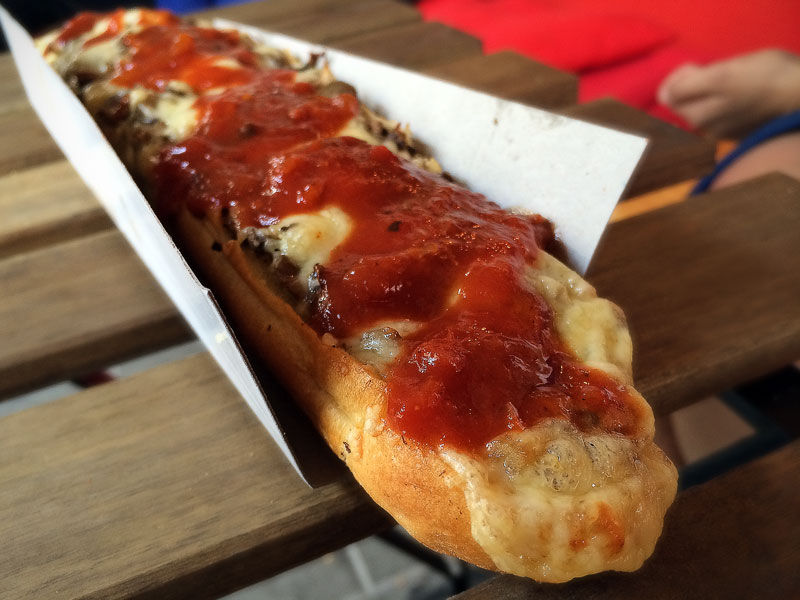
Zapiekanka

Zapiekanka is een Pools fastfood-gerecht. Het heeft enige gelijkenis met pizza.
De zapiekanka ontstond ten tijde van de Volksrepubliek Polen en is nog steeds populair als fastfood wegens de snelle bereidingstijd en lage kosten. In veel Poolse supermarkten zijn ingevroren zapiekanki te koop.
Een zapiekanka bestaat uit een in de lengte gehalveerde baguette, waarop gebakken champignons, ui en geraspte kaas worden gelegd. Dit broodje wordt enkele minuten in een oven gelegd en geserveerd met tomatenketchup. Moderne varianten zijn Hawajska (met ananas), Grecka (met feta en olijven) en Meksykańska (met kidneybonen). Andere optionele ingrediënten zijn ham en bieslook.
In de slowfood-keuken kan zapiekanka verwijzen naar een ovengerecht, bijvoorbeeld met pasta.